# Könyvkötészet

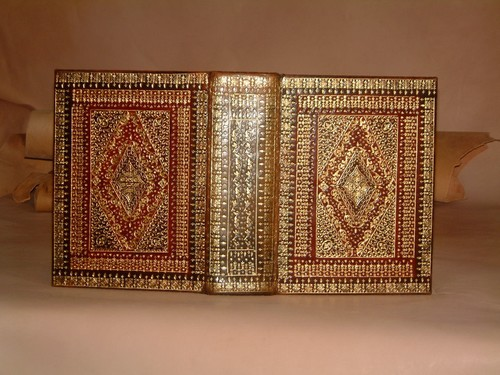
Egy 1603-as genfi Biblia restaurált kötése

A  könyvkötészet egyes lapok vagy ívek összefűzése majd fedelekből és gerincből álló borítékkal való ellátása. Két részre oszlik: kisiparszerű könyvkötészetre, amely általában kézimunkával dolgozik és a gyáriparszerűre, amely elsősorban gépek segítségével történik.

## Története
Miután sikerült elkészíteni az első nyomtatványt, megnőtt az igény a hosszabb írásművek készítésére. A könyvgyártás iparrá fejlődött, az egyetlen járható út a könyvek bekötésének sokszorosítása volt. A könyvkötészet akkor lett a mai értelemben vett világi iparrá, amikor a betűszedés technikájának feltalálása lehetővé tette a könyveknek sajtó útján történő sokszorosítását.
A 4. században már ismerték a könyvkötés mesterségét. A legrégibb ismert könyvkötések a VII. századból valók, tökéletes kivitelük nagyon régi gyakorlatra vall. A könyv táblájának anyaga hosszú időn keresztül a fa volt, s csak a XVI. században köttette kiadványait Aldus Manutius papírlemezbe. E szokás eredetét valószínűleg keleten kell keresnünk. A fatáblákat a középkorban bőrrel vagy pergamennel vonták be. A templomi célokat szolgáló könyveket igyekeztek a legdíszesebben kiállítani, és ezeket ún. dyptichon táblákba helyezték. A dyptichon a római császárság idejéből származik. Két egymáshoz erősített írótábla volt, amelyet eredetileg fából készítettek és viasszal vontak be s ebbe a viaszrétegbe karcolták feljegyzéseiket. Később e táblák fedelét ezüsttel, arannyal, elefántcsonttal díszítették. Ha a fedél három részből állott, akkor triptychon volt a neve. A két vagy háromrészes táblákat praetorok, consulok, más nemesemberek ajándékozási célokra csináltatták. Ugyanezeket a táblákat később a keresztény templomokban kódexek kötésére használták fel. Egyszerűen ráillesztették a könyvre, és a rajtuk levő világi dísz és felirat helyett egyházi tárgyút alkalmaztak. Későbben már önálló fedeleket készítettek, még gazdagabb és dúsabb díszítésekkel, arannyal, drágakővel, elefántcsonttal ékesítve.
A XI. és XII. században, a kódex íveit már bőrszíjakra fűzik fel, s a kötési tábla is szervesen illeszkedik a könyvhöz. A puha pergamen borítólap eltűnik, és helyébe a kemény tábla lép. A kötése díszítését nagy gonddal, költséggel és műértéssel végezték. A fatáblát aranylappal vonták be, a tábla közepére rendszerint elefántcsont reliefet alkalmaztak, amelyet apró díszítések és drágakövek vettek körül, vagy pedig miniatűr képeket festettek rá. A könyv sarkain drágakövek álltak ki a fémfoglalatból, és a díszítés mellett arra is szolgáltak, hogy a könyv ne feküdjön közvetlenül a polcon.
A keresztes hadjáratok révén az Európába került keleti könyvkötőművészet első termékei alapul szolgáltak az európai könyvkötészet további fejlődéséhez. Keletről származik a bőrmetszés technikája is, ez a ma már teljesen feledésbe ment eljárás. Lényege az, hogy a kép körvonalait a bőr felületébe késsel bevágják, majd enyves vízzel duzzasztják, s ennek következtében a felület kiemelkedik. A bevágásokon túli részeket kerek ütővassal leütik, s ekkor a rajz dombormű alakjában jelenik meg a fedélen. Ezt az eljárást a XV. századig készült könyveknél alkalmazták. Az ezután készült könyveknél a domborításokat már bélyegzővasakkal végezték, amit kézi kötéseknél még ma is használnak.
A művészet valamennyi ágára, így a könyvkötészetre is nagy hatással volt a reneszánsz. A Velence és Kelet között fennállott erős kereskedelmi kapcsolatok a fejlett perzsa-török könyvművészetet is közelebb hozták Európához. A XV. és XVI. századbeli perzsa kötések példamutatók voltak az egész világ számára. A könyvfedeleket a legnemesebb bőrökkel vonták be, és gazdag díszítésekkel, arabeszkekkel, maureszkekkel látták el. Ez a nemes könyvkötési mód Olaszországból terjedt el Európa többi országában is; az ötvösmunkák és elefántcsont-faragások helyébe a bélyegzővassal eszközölt dús aranyozás lépett.
A kódexek kötését, akárcsak a szöveg írását és díszítését, a kolostorokban szerzetesek végezték. Természetesen voltak világi könyvkötők is, főképpen az egyetemeken. A kódexkötések legszebb példányai Mátyás király Corvináinak kötései. Ezek egészen különálló, a könyvkötészet területén máshol fel nem található stílust képviselnek. Olaszország után a Corvinákon alkalmazták először a bélyegzővasakkal készített dús aranyozást. A kötések részben selyemből vagy bársonyból, részben barnás zöld vagy sötétvörös kecskebőrből készültek, kézi aranyozással, rajtuk rézcsatok és veretek.
A könyvnyomtatás feltalálásával a könyvkötői mesterség is megváltozott. A könyvek elterjedésével mind szélesebb körben szükségessé vált a könyvkötő munkája. Most már nemcsak fejedelmek, de tehetősebb polgárok, tudósok is gondolhattak könyvtáralapításra, és ezzel a könyvkötészet mind nagyobb jelentőségre tett szert.
A világhírű Corvina-kötések után a magyar könyvkötészet pártfogói leginkább főpapok voltak, akik továbbra is díszes ezüstveretű címerekkel ékesített táblákba köttették misekönyveiket. A nyomtatott könyvek kötései a XVI. században messze elmaradnak ezektől a fényűzően kiállított kötésektől. A bőr- és pergamenkötéseknél az aranyozást elhagyják, és bélyegzővasakkal, görgetőkkel vaknyomást alkalmaznak.
A XVII. századból származó erdélyi és debreceni kötések már sokkal magasabb szinten állanak. Kolozsváron, Nagyváradon és Debrecenben népes könyvkötőgárda működött. Apafi Mihály fejedelem, Bornemisza Anna és mások díszesebb kötéseket csináltatnak, melyek a német, francia és holland kötések mintái alapján készülnek, de ezeknél sokkal dúsabbak, díszítésüknek bizonyos keleti jellege van. A könyvfedelek kiképzéséhez az ötvösök is hozzájárulnak, ezüstcsatok, veretek alkalmazásával. Az ország nyugati felében Nagyszombat és Pozsony, északi felében Bártfa, Kassa és Lőcse városokban fejlődik a könyvkötészet. Híresek a nagyszombati vagy jezsuita kötések, amelyek a bécsi és francia ízlést követik.
A XVIII. század budai kötései között sok akad, amely gyakorlott mesterre vall és jó ízlésről tanúskodik. A különböző vidéki városok könyvkötői szintén művészi értékű, magasrendű kötéseket mutatnak fel. E században különösen Debrecen alkot mesterműveket, színes díszítésű pergamenkötésekkel. A debreceni híres pergamenkötések fénykora az 1750-1835. évek közé esik. A magyar könyvkötőművészetnek remekei azok a kötések, amelyek a cívisvárosban ez idő alatt készültek. A korszak legnevesebb debreceni könyvkötő családjai a Dávidházy, Telegdi, Bartha, Thuri, Könyves-Tóth, Farkas famíliák. Több család leszármazottai a XIX. és a XX. században is dolgoztak. A Dávidházy család késői tagjai a századforduló után egy budapesti kiadó Petőfi-almanachját kötötték a XVIII. századi pergamenkötés stílusában.
A debreceni pergamenkötéseknek sárgás színű borjú-pergamennel borított táblájuk van. Magyaros jellegű díszítéseiket bélyegzővasakkal mélyítik be. Az ékítmények tarka színekben pompáznak. Arany, cinóberpiros, zöld, kék, lila színek váltakoznak a pergamen sárgás színével. A tökéletesen megszerkesztett ornamentika csodálatosan szép, érdekes különleges vonalakban és színekben szerves egészet alkot, amelytől némi keleti jelleg nem vitatható el.
A Corvinák után a debreceni kötések a magyar könyvkötőművészet legnevezetesebb alkotásai. E kötéseknek a Corvinák kötéseivel szemben nagy érdemük, hogy a felhasznált motívumokat sehol másutt nem alkalmazták, mivel azok a népművészetből fakadó tiszta magyar díszítőelemek.
A XIX. század könyvkötészete, - csakúgy, mint nyomdászata - egész Európában a hanyatlás jelét mutatja. A visszaesést itt is a gépek térhódítása okozza. Gondoljunk csak a múlt század 80-as és 90-es éveinek díszkötéseire; a könyvkötő hét-nyolc színnel dolgozott. A táblák rajza, amelyekre a sok színt pocsékolta, zavaros, cifra, ízléstelen volt. Gyakori volt a plüssfedél, bádogból domborított reneszánsz díszekkel és csatokkal, a vászonfedél ízléstelen dombornyomással.
Ahogyan a könyvnyomdában, a könyvkötészetben is a századforduló a határkő, amely az ízléstelenségekkel való szakítást s a régi hagyományoknak az új korszakra való átplántálását jelöli.
Az új korszak a technika korszaka, tehát más igényeket kell támasztanunk a könyvkötésekkel szemben is. Olyan igényeket, amelyeket a technika helyes alkalmazását teszik lehetővé, nem pedig a régi, kézzel kötött és kézzel díszített aranyozott fóliánsoknak a gépi úton való utánzását.
A kézi kötések helyét ma már nagyrészt elfoglalják a gépi kötések, mert csak így biztosítható a könyvek alacsony ára. Az aránylag olcsó kiadói kötések, főleg Angliában, Svájcban és Németországban, ízléses kivitelű alkotások, a legkényesebb igényű könyvgyűjtő könyvtárába is beállíthatók.
Az újabb kori kötések ismertetésénél nem szabad megfeledkeznünk a könyvek védőborítójáról sem, amelynek eredeti hivatása az, hogy a kötést a piszkolódástól, kifakulástól, sérüléstől megóvja. E célra kezdetben üres, vagy egyszerűen nyomott papirost használtak a kiadóink, de lassanként rájöttek, hogy a védőborító nagyon alkalmas arra, hogy művészi ízlésű rajzzal magára vonja a járókelők figyelmét. Ma minden kiadó arra törekszik, hogy a védőborítót minél ízlésesebb, művészibb és feltűnőbb formában alkalmazza kiadványain.

## Kötésfajták

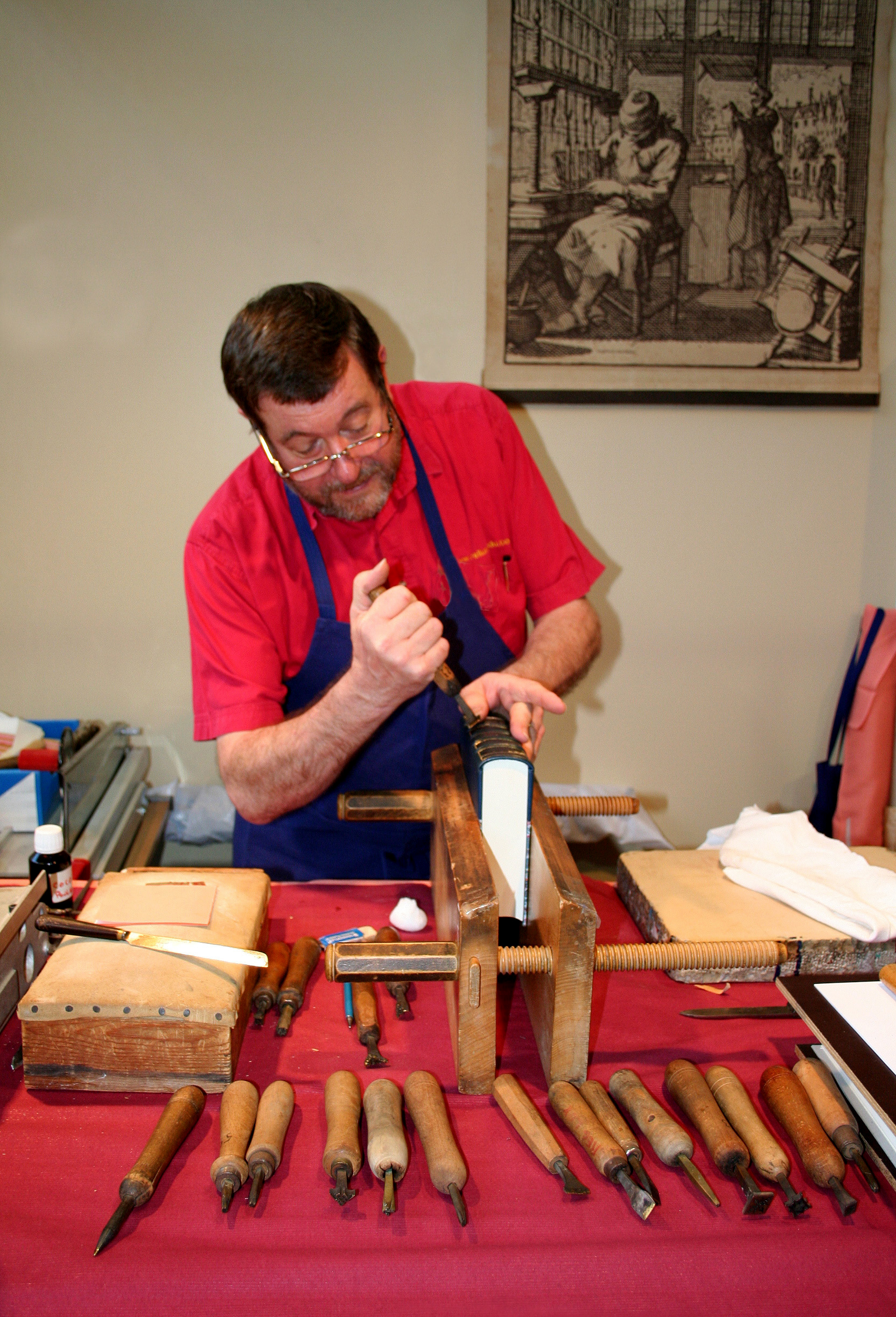
Könyvkötő munka közben

### Hagyományos kötések
- Brosúrák: a könyv papírral, puhább vagy keményebb kartonnal van borítva.
- Egyszerű félkemény kötések: a gerinc vászonnal van borítva.
- Félvászonkötések: a könyvgerinc (esetleg a négy sarok) vászonnal van borítva, míg a könyvtábla többi része papírral van borítva.
- Egészvászonkötések: a könyvtábla egész felülete (a könyv arca, gerince és háta) vászonnal van borítva.
- Félbőrkötések:  a könyvgerinc (esetleg a négy sarok) bőrrel van borítva.
- Egészbőrkötések: a könyvtábla egész felülete bőrrel van borítva.

### Díszkötések
Készíthetők selyemből, bársonyból, pergamenből, valamint ide sorolhatók a híres debreceni gyöngyhímzéses kötések.

### Különleges eljárással készülő kötések
- Leporello (vagy csuklóskötés)
- Drótfűzéses kötés (spirál)
- Üzleti könyvkötés
- Celluloid- vagy csontfedeles kötés
- Bibliofil, fatáblás barátkötés
- Betáblázott kötés: A könyvtestre szabják rá a gerinc- és fedéllemezt, és ezután borítják be az anyaggal.
- Beakasztott kötés: A könyv tábláját külön készítik el, és a könyvtestet ebbe a fedélbe akasztják bele.

## A debreceni könyvkötészet
A XVI. században Debrecen a reformáció kálvini irányzatának központjává vált. 
Már az 1570-es években is működött könyvkötő a városban. A könyvkötőmesterek köztiszteletben álltak, többen városi tisztséget is betöltöttek és akadt köztük nemesi származású is. Az 1872-es céhfeloszlatások után ipartestületek tagjai lettek, de sajnos munkáikból mára csekély számú darab maradt fenn. 
A különleges szalagkeretekkel geometrikus mezőkre osztott virágos, aranyozással díszített pergamen kötés típusa Debrecenben jött létre, amely a magyarországi könyvkötészet egyik csúcspontját jelentette.

## Ismert könyvkötő mesterek
- Kner Erzsébet
- Gottermayer Nándor
- Váci György

## Régi könyvkötő szerszámok, fűzőanyagok, ragasztóanyagok, borítóanyagok

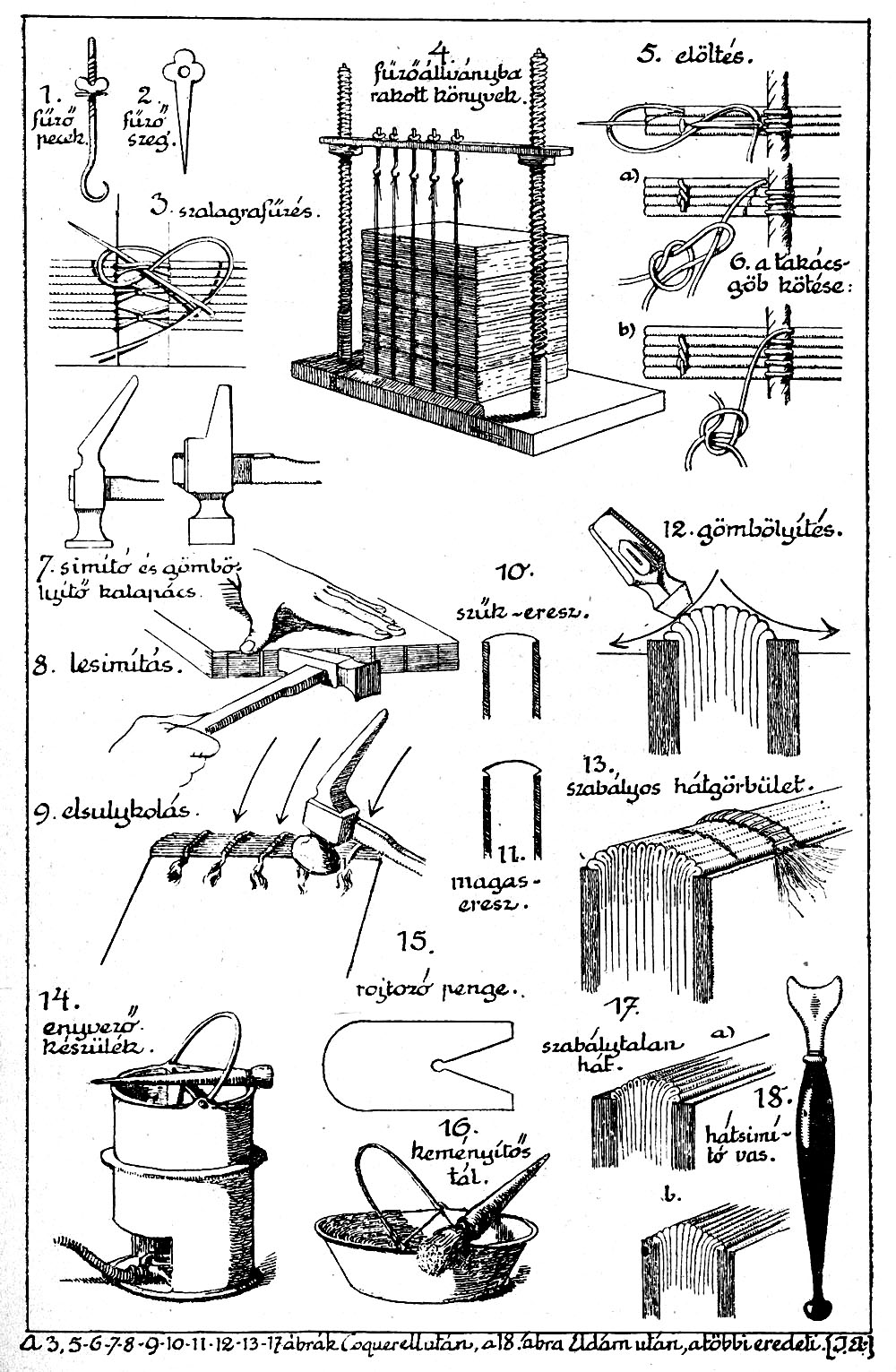
A könyvkötés eszközei (Jaschik Álmos rajza)

### Szerszámok
Kés, olló, csont, colostok, körző, cirkli, 
kalapács: fakalapács, vaskalapács, serfkés, betűcsipesz, 
bőrhántolókő, drótszita, drótvágóolló, ékdeszka, fareszelő,
fenőkő, festékező gumihenger, festéklapát, fűzőhorog, 
fűzőszeg, gerincgömbölyítő rúd, gerincgömbölyítő zászló, hajtogatócsont, 
kefe, keményítős ecset, könyvkötő deszka, enyves ecset, 
peremes vonalzó sorozat, bojtozópenge, metszőkés cserélhető acélpengékkel,
körző, körzet, kézifűrész, bordafogó, varrótűk, préstámasz (inasdeszka),
rádörzsölőcsont, regiszterolló, szivacs, vasreszelő, vasvonalzó, véső, lyukasztó, préselő ónlemez.

### Fűzőanyagok
Fűzőcérna, fűzőszalag, Köpper-szalag, fűződrót

### Ragasztóanyagok
Állati eredetű ragasztóanyagok: aranyozó enyv, halenyv, bőrenyv, csontenyv, zselatin, kazein
Növényi eredetű ragasztóanyagok: keményítő csiriz(klájszter), nitrocellulóz enyv
Műanyagragasztók: polivinil-acetát, celofán enyv, vízüveg, dartex, Planatol

### Borítóanyagok
Bőr: szarvasmarhabőr, lóbőr, borjúbőr, kecskebőr, juhbőr, sertésbőr, kutyabőr, nyúlbőr, őzbőr, macskabőr
Vászon: kalikóvászon, schilting, nyersvászon, kanavász, balon, marokén vászon, textílbőr, műbőr, TL vászon, balakron, velúr, selyem, bársony
Borítópapírok: felhőpapír, bőrutánzatú papír, márványpapír, velúr, pávamintájú márványpapír, sagrinpapír.

### Szakirodalom
- Tevan Andor: A könyv évezredes útja Magyar Elektronikus Könyvtár
- Jaschik álmos: A könyvkötőmesterség MEK
- Kenéz Tünde: A debreceni könyvkötészet szókincse MEK